# Мінаміоґуні

33°5′54″ пн. ш. 131°4′15″ сх. д. / 33.09833° пн. ш. 131.07083° сх. д.
Мінаміоґуні (яп. 南小国町) — містечко в Японії, в повіті Асо префектури Кумамото.